# ۶-سه آلکینو
۶-سه آلکینو (انگلیسی: 6th Alkino) یک شهرک در شهرستان بلاگووارسکی باشقیرستان کشور روسیه است.